# ジェームズ・レイン (第2代レインズバラ子爵)
第2代レインズバラ子爵ジェームズ・レイン（英語: James Lane, 2nd Viscount Lanesborough、1650年1月7日 – 1724年8月2日）は、アイルランド貴族。

## 生涯
初代レインズバラ子爵ジョージ・レインと1人目の妻ドーカス・ブラバゾン（Dorcas Brabazon、サー・アンソニー・ブラバゾンの娘）の四男（兄アンソニー、リチャード、ブラバゾンと弟トマスは早世）として、1650年1月7日に生まれた。1661年にインナー・テンプルに入学、1667年7月13日、オックスフォード大学クライスト・チャーチに入学した後、1670年2月1日にB.A.の学位を、同年6月8日にM.A.の学位を修得した。
1669年から1683年までアイルランド議会秘書（Join Clerk of the Parliaments）の1人を務め、1683年12月11日に父が死去するとレインズバラ子爵の爵位を継承した。1689年5月7日にジェームズ2世が招集したアイルランド議会には出席しなかった。
1724年8月2日にハイド・パーク・コーナーのレインズバラ・ハウス（Lanesborough House）で死去、11日にセント・ジェームズで埋葬された。後継者がおらず爵位は断絶した。

## 家族
1676年5月15日、メアリー・コンプトン（Mary Compton、1645年頃 – 1738年5月24日、チャールズ・コンプトンの娘）と結婚した。